# Smicrostigma
Smicrostigma és un gènere monotípic de plantes suculentes que pertany a la família de les Aizoaceae. la seva única espècie: Smicrostigma viride (Haw.) N.E.Br., és originària de Sud-àfrica.

## Descripció
Smicrostigma viride és un arbust de baix creixement de fins a 400 mm d'alçada, amb tiges suaus i suculentes que es tornen llenyoses amb l'edat. Les fulles són triangulars i enganxades (en secció transversal) i es fusionen en parells a la base, amb el revestiment de la tija de sota. Les flors són morades i tenen un diàmetre de 25 mm; i apareixen de forma individual a les puntes de les tiges de setembre a gener en el seu hàbitat natural austral. Les càpsules dels fruits són llenyosos emmagatzemen petites llavors en forma de pera, de color marró a negre i de superfície rugosa, en set a deu cambres.

## Distribució i hàbitat
El smirostigma viride creix des de Worcester a la província del Cap Occidental fins a Uniondale, a la província del Cap Oriental, a Sud-àfrica a una altitud de 250 - 1300 metres. Es troba més sovint a Little Karoo en zones àrides al nord de les muntanyes Langeberg i Outeniqua. Aquesta espècie es troba en matolls renosterveld o karroid, a les zones on la pluviositat mitjana és de més de 200 mm a l'any.

## Ecologia
Un cop s'obren les vistoses i brillants flors morades, no es tornen a tancar, per atraure el major nombre de possibles pol·linitzadors, com la vespa de sorra, els escarabats verds i els thrips. Això és inusual per a la família mesemb que les flors solen tancar de nit. Els fruits són càpsules llenyoses altament especialitzades que s'obren quan estan humides i es tanquen quan estan seques. Aquest mecanisme únic permet alliberar llavors a prop de la planta mare només quan les condicions són favorables per a la germinació i la supervivència de les plàntules. No se sap que Smrostigma sigui pasturat per les ovelles ni menjat pels estruços.

## Taxonomia
Smicrostigma va ser descrit pel taxònom i botànic anglès, Nicholas Edward Brown, i publicat a Gard. Chron., ser. 3. 87: 72 (1930), in clave. L'espècie tipus és: Smicrostigma viride (Haw.) N.E.Br. (Mesembryanthemum viride Haw.)

## Sinonímia
- Mesembryanthemum viride Haw. (1795) basiònim
- Erepsia viridis (Haw.) L.Bolus
- Ruschia viridis (Haw.) G.D.Rowley
- Ruschia integra Schwantes (1925)
- Mesembryanthemum integrum L.Bolus (1922)[3][2]